# Inversor trifàsic
Un inversor trifàsic és un tipus de circuit utilitzat per convertir corrent continu en corrent altern. Un inversor té com a funció la de canviar un voltatge de corrent continu d'entrada en un voltatge de corrent altern simètric a la sortida i de procurar que aquest tingui la magnitud i freqüència desitjada per l'usuari.